# اریک روزنگرن
اریک رزنبرگ (انگلیسی: Eric S. Rosengren؛ زادهٔ ۳ ژوئن ۱۹۵۷) سیاست‌مدار اهل ایالات متحده آمریکا است.
وی رئیس بانک فدرال رزرو بوستون بود.